# Marian Tyrowicz
Marian Tyrowicz (ur. 15 lipca 1901 we Lwowie, zm. 31 grudnia 1989 w Krakowie) – polski historyk specjalizujący się w historii XIX wieku.

## Życiorys
Wywodził się z rodziny ormiańskiej. Był synem lwowskiego rzeźbiarza Ludwika (1861-1930) i Józefy z domu Iżykiewicz (1861-1920) oraz bratem Tadeusza (1893-1978) i bratem-bliźniakiem Ludwika (1901-1958).
Ukończył studia na Wydziale Humanistycznym Uniwersytetu Jana Kazimierza we Lwowie. Uzyskał stopień doktora filozofii. Był nauczycielem we lwowskich gimnazjach. 26 lipca 1932 został mianowany nauczycielem tymczasowym w XII Państwowym Gimnazjum im. Stanisława Szczepanowskiego we Lwowie, gdzie uczył historii i geografii oraz był opiekunem hufca Przysposobienia Wojskowego.
Po zakończeniu II wojny światowej zamieszkał w Krakowie, gdzie podjął pracę naukowo-dydaktyczną w Wyższej Szkole Pedagogicznej. Od 1965 pełnił tam funkcję profesora nadzwyczajnego, a w 1988 otrzymał tytuł doktora honoris causa. Od 1955 docent w Instytucie Historii PAN. W latach 1973–1983 przewodniczący Komisji Prasoznawczej. Autor 284 biogramów w Polskim Słowniku Biograficznym.
Zmarł 31 grudnia 1989 w Krakowie. Został pochowany na cmentarzu Rakowickim w Krakowie (kwatera Ib, wsch.).

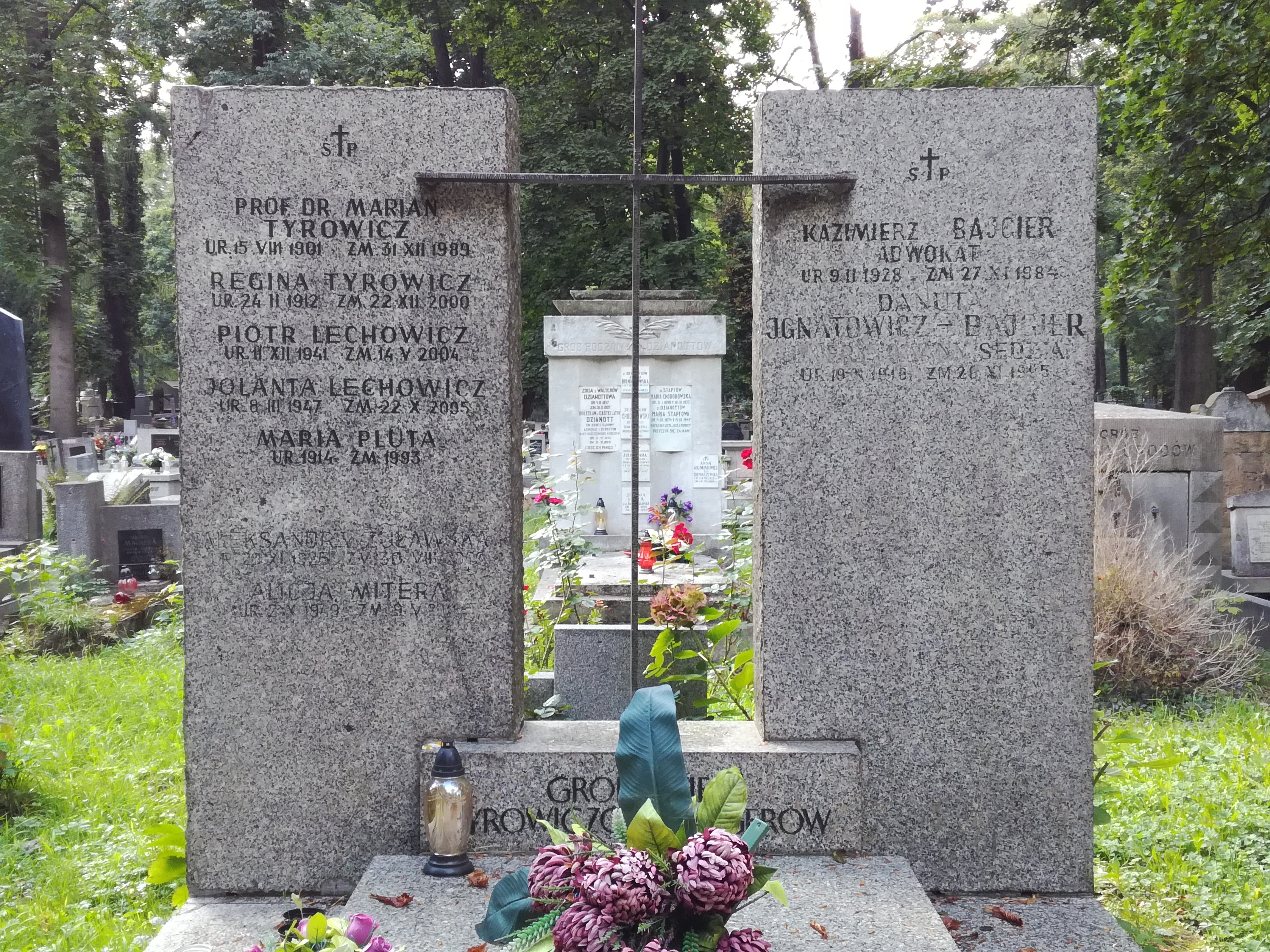
Grób prof. Mariana Tyrowicza na cmentarzu Rakowickim

## Publikacje
Autor około 300 publikacji, w tym m.in.
- Wizerunki sprzed stulecia. Fragmenty biograficzne rewolucyjnych dziejów Ziemi Krakowskiej 1815–1846 (Kraków 1955)
- Przewodnik po Muzeum Więźniów Polskich na Szpilbergu w Brnie (Warszawa 1960)
- Przewodnik bibibliograficzny Towarzystwo Demokratyczne Polskie 1832-1863. Przywódcy i kadry członkowskie (Warszawa 1964)
- Prawda i mit w biografii Juliana Macieja Goslara (1820-1852) (Warszawa 1972)
- Jan Tyssowski i rewolucja w Krakowie (Kraków 1986)

## Odznaczenia[5]
- Nagroda Ministra Nauki i Szkolnictwa Wyższego (1985)
- Krzyż Oficerski Orderu Odrodzenia Polski (1985)